# Jean-Louis Gauthier
Jean-Louis Gauthier (Angulema, 22 de desembre de 1955 - 11 de juliol de 2014) fou un ciclista francès, professional entre 1978 i 1987. Durant la seva carrera destaca la victòria en una etapa del Tour de França de 1980 i el fet de vestir el mallot groc d'aquesta mateixa cursa durant 1 etapa el 1983.

## Palmarès
- 1980
  - 1r a Vailly-sur-Sauldre
  - Vencedor d'una etapa al Tour de França
  - Vencedor d'una etapa al Midi Libre
- 1987
  - 1r a Breuillet

### Resultats al Tour de França
- 1978. 69è de la classificació general
- 1979. 50è de la classificació general
- 1980. 50è de la classificació general. Vencedor d'una etapa
- 1981. 58è de la classificació general
- 1982. 104è de la classificació general
- 1983. 76è de la classificació general. Porta el mallot groc durant 1 etapa
- 1984. 97è de la classificació general
- 1985. 69è de la classificació general
- 1986. Abandona (12a etapa)
- 1987. 134è de la classificació general

### Resultats a la Volta a Espanya
- 1979. 52è de la classificació general